# Акієв Калик
Кали́к Акі́єв (1883 — 3 листопада 1953) — киргизький акин-імпровізатор. Народний артист Киргизької РСР.

## Біографія
Народився в аулі Кулджигач нинішнього Жумгальского району Наринської області. З 14 років оспівував прагнення народу до свободи.
Твори Калика стали з'являтися на сторінках періодичної преси республіки з 1933 р. А в 1936 був виданий поетичний збірник «Каликтин ирлари» («Вірші Калика»). Зі слів К. Акіева були записані і видані народна казка «Ач каришкир» («Голодний вовк»), епічні поеми «Курманбек», «Джаниш-Байиш».
Працював в Киргизькій музично-драматичній студії, в Киргизькому драматичному театрі (нині Киргизький Національний академічний театр опери та балету імені А. Малдибаєва), солістом-імпровізатором Киргизької державної філармонії.

## Твори
Відомі книги Калика Акієва:
- «Вірші Калика» (1936),
- «Безсмертний богатир» (1940),
- «Вірші і поеми» (1940).

## Нагороди
Нагороджений орденами Трудового Червоного Прапора, «Знак Пошани», медаллю «За трудову доблесть», Почесними грамотами Верховної Ради Киргизької РСР.